# Ferdinand Demetz

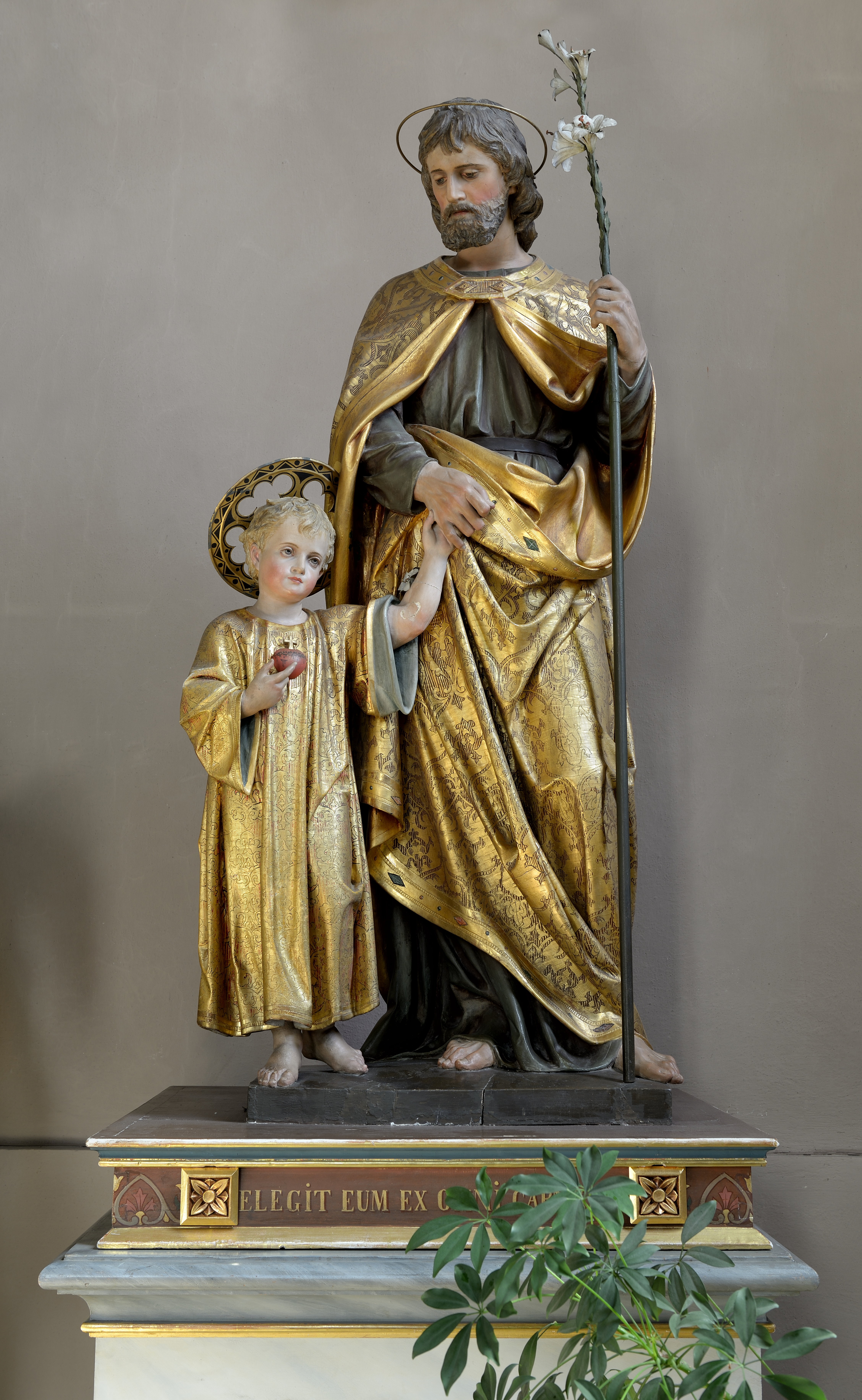
Hl. Josef mit Jesusknaben in der Pfarrkirche von St. Ulrich

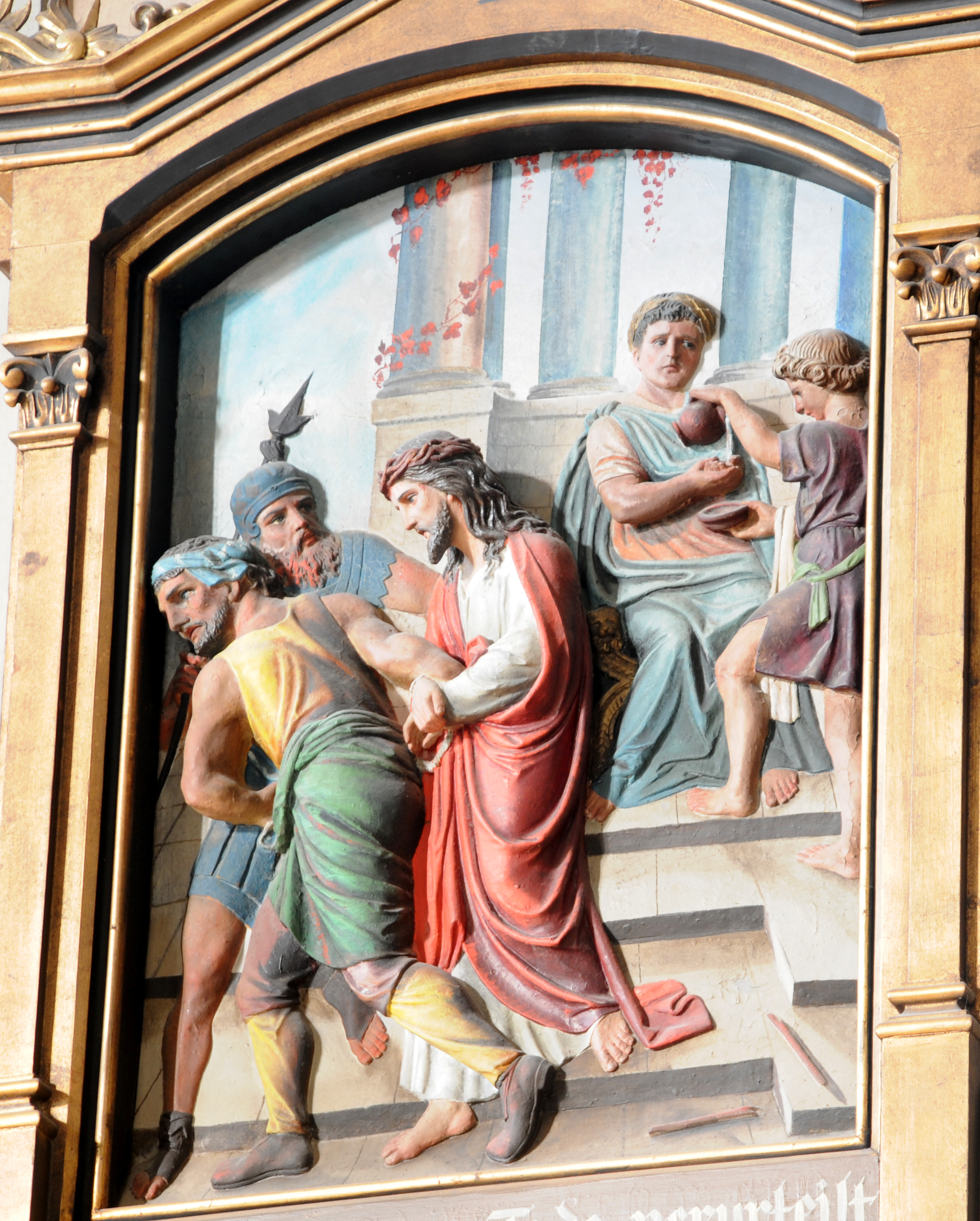
Station der Leiden Christi in Steinguss in der Pfarrkirche von St. Ulrich

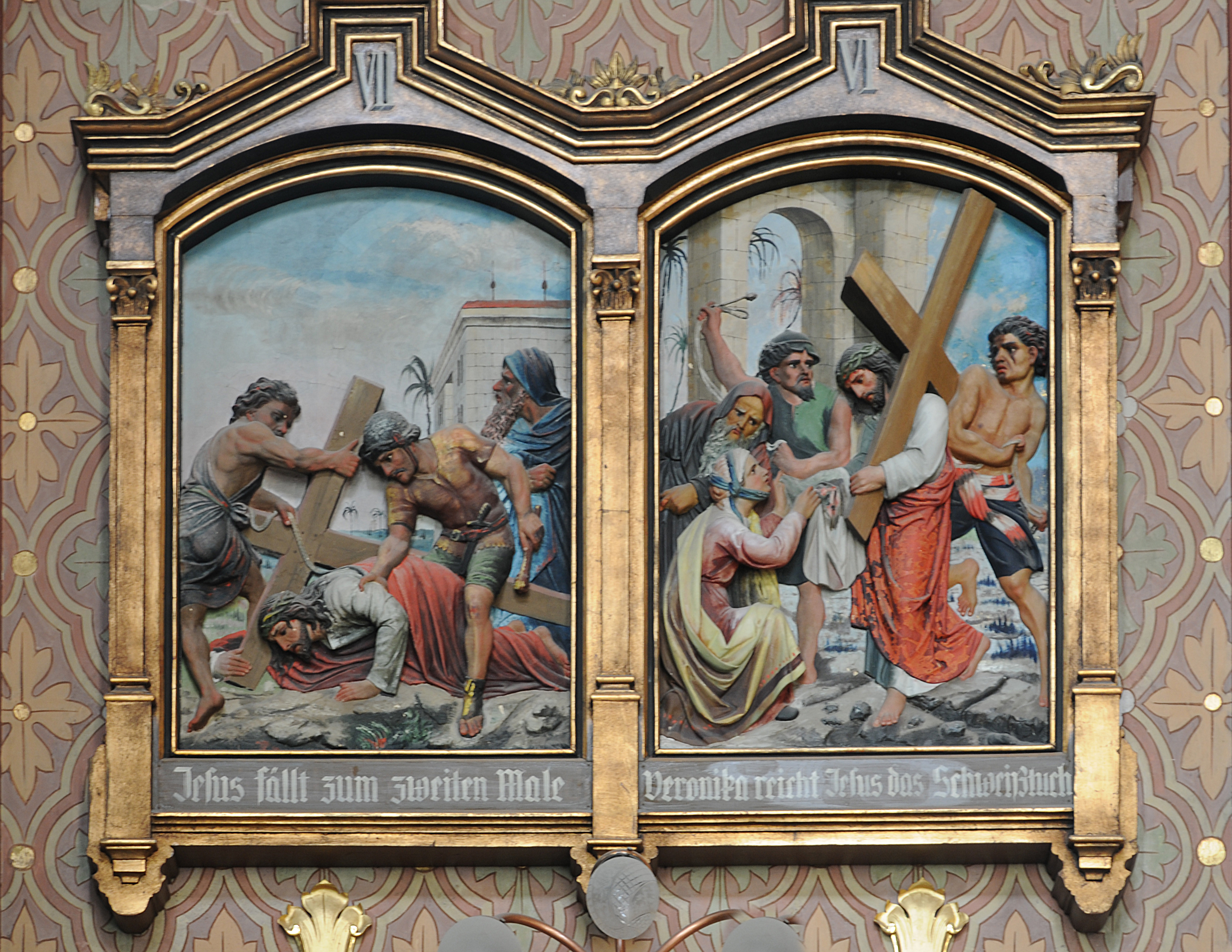
Stationen der Leiden Christi in Steinguss in der Pfarrkirche von St. Ulrich

Ferdinand Demetz (* 7. Oktober 1842 in St. Ulrich in Gröden; † 4. März 1902; auch Ferdinand Demetz Furdenan, Ferdinand Demetz Academia) war ein akademischer Bildhauer in Gröden und Gründer der Fachschule in St. Ulrich.

## Leben
Ferdinand Demetz wurde als Sohn von Jan Meine Demetz und Christina Runggaldier  auf dem Hof Furdenan in St. Ulrich geboren. Er war zunächst Bildhauerlehrling in der Werkstatt seines Vaters, ehe er die Mayer’sche Hofkunstanstalt unter der Entwurfsleitung von Joseph Knabl in München und die Akademie der bildenden Künste Wien besuchte. Dazu lernte er mit einem Flügelhorn zu spielen. Er erreichte den Abschluss in Wien mit einer Plastik des Gottvaters, wofür er mit dem Goldenen Kreuz mit Krone ausgezeichnet wurde. Am 16. Dezember 1866 trat er in die Königliche Kunstakademie in München ein.
1873 gründete er die „Fachschule in St. Ulrich“ mit Unterstützung der Regierung in Wien und betrieb fünf Werkstätten mit 30 bis 40 Beschäftigten und 12 bis 14 Lehrlingen zur Herstellung von sakralen Einrichtungen für Kirchen.
Aus seiner Werkstatt kamen unter anderem die Bildhauer Franz Tavella, Jakob Crepaz-Maidl, Filip Noflaner, Vigil Dorigo, Anton Pitscheider-Menza, Josef (Sepl) Pitscheider-Menza, Josef Parschalk und Valentino Sommavilla.
Nach der Gründung der Kunstschule in Bozen im Jahr 1883 und dem Entzug der staatlichen Mittel betrieb Ferdinand Demetz die Fachschule in St. Ulrich mit eigenen Mitteln. 1886 wurde er zum Gemeindevorsteher in St. Ulrich gewählt. Er ließ um 1900 die erste Hochdruckwasserleitung in St. Ulrich und 1890 das erste elektrische Sägewerk und elektrische Holzhobel in Gröden bauen.
Sein Enkel Luis Trenker war von 1902 bis 1903 im Elektrizitätswerk, welches er leitete, in St. Ulrich tätig.

## Werke (Auswahl)
- In der Pfarrkirche St. Ulrich schuf er die 14 Stationen aus Steinguss, die Kanzel, die Reliefs seitliche des Tabernakels am Hauptaltar, und den Heiligen Josef mit Jesusknaben.
- Hochaltar, Seitenaltar, Kanzel und Statuen in der Pfarrkirche Fresach 1885.